# محمد محمدي ملايري
محمد محمدي ملايري هو مؤرخ إيراني وعالم لغوي وباحث في الأدب. ألف عدداً من الكتب والمقالات حول دراسات الأدب المقارن للغة الفارسية والعربية علاوة على التاريخ الإيراني وتحديداً الفترة الانتقالية بين الإمبراطورية الساسانية والعهد الإسلامي. درّس في الجامعة الأمريكية في بيروت وفي الجامعة اللبنانية وكذلك في جامعة طهران حيث شغل فيها منصب عميد كلية العلوم اللاهوتية. وهو معروف معرفة أفضل لعمله الأدبي الواقع في خمسة مجلدات تحت عنوان «الثقافة والتاريخ الإيراني خلال الفترة الانتقالية من العهد الساساني إلى العهد الإسلامي».

## النشأة / تعليمه
محمد محمدي ملايري هو ابن هداية الله نجفي ولد عام 1911 في ملاير غربي إيران. وكان والده زعيماً دينياً وقاضياً شرعياً. وفي عام 1934 انضم إلى كلية العلوم اللاهوتية في جامعة طهران التي كانت قد تأسست حديثاً حينذاك، وتخصص في دراسة الأدب العربي. وقد حل في المرتبة الأولى في صفه وحصل على شهادة البكالوريوس عام 1937. وفي أعقاب اتفاقية مع الجامعة الأمريكية في بيروت لتأسيس قسم للدراسات الفارسية فيها فقد أرسلته وزارة التعليم والثقافة إلى بيروت لتدريس اللغة والأدب الفارسي ولمتابعة دراساته في الأدب العربي. وقد حصل على شهادة الدكتوراه من الجامعة الأمريكية في بيروت عام 1942.

## الحياة المهنية
لدى عودته إلى طهران طلبت منه وزارة التعليم والثقافة في البداية تحضير خطة لتحسين تعليم اللغة العربية في المدارس الإيرانية وتدريب معلمي اللغة العربية. ومن ثمّ انضم إلى كلية علوم اللاهوت وواصل نشاطه لتحديث الدراسات العربية على المستوى الجامعي حيث نجم عن ذلك تأليفه كتاباً تحت عنوان «درس اللغة والأدب» في مجلدين نشرتها جامعة طهران في عامي 1949 و1951. وما زال تدريس الكتاب مستمراً في الجامعات الإيرانية. تولى منصب نائب عميد الكلية من عام 1950 حتى 1957 ومن ثم جرى إرساله مجدداً إلى بيروت لتأسيس قسم اللغة والأدب الفارسي في الجامعة اللبنانية التي تأسست حديثاً آنذاك. ترأس القسم على مدى الأعوام العشرة التالية. وخلال وجوده في الجامعة اللبنانية أسس مجلة ثنائية اللغة تنطق بالفارسة والعربية تحت عنوان الدراسات الأدبية والتي ما زالت قيد النشر. خلال هذه الفترة ألف أيضاً ثلاثة كتب بالعربية: الترجمة والنقل عن الفارسية في القرون الإسلامية الأولى – كتب التاج والآيين، المترجمون والنقلة عن الفارسية في القرون الإسلامية الأولى، والأدب الفارسي في أهم أدواره وأشهر أعلامه. وفي هذه الأثناء عمل أيضاً مستشاراً ثقافياً إيرانياً في لبنان. عاد إلى طهران عام 1968 وحينها تم تعيينه عميداً لكلية علوم اللاهوت في جامعة طهران حيث أسس المجلة الأدبية «مقالات وبررسيها». (مقالات وأبحاث)؛ وتقاعد من العمل الأكاديمي عام 1979.

## أواخر حياته
خلال تقاعده نظم ما يربو عن أربعين عاماً من البحث في كتاب يقع في خمسة مجلدات «الثقافة والتاريخ الإيراني خلال الفترة الانتقالية من العهد الساساني إلى العهد الإسلامي». وقد جرى اختيار هذا الكتاب بصفته كتاب العام لإيران في سنة 2003.

## الحياة الشخصية
تزوج من بري مصوّر- رحماني عام 1942. ورزقوا بثلاثة أطفال: نسرين (1944 – 1999) شاهرخ (ولد في 1948) وسوسن (ولدت عام 1949). وتوفي البروفسور محمدي في بيته في طهران عام 2002 عن عمر ناهز 91 عاماً.

## مساهماته
تركزت دراسات البروفسور محمدي خلال حياته على توضيح الفاصل الظاهري الذي امتد فترة 250 عاماً في تاريخ الأدب الإيراني والواقع بين فترة انهيار الإمبراطورية الساسانية في القرن السابع الميلادي إلى عودة ظهور الشعر الفارسي في القرن الحادي عشر الميلادي. وقد دحض الاعتقاد العام السائد عن هذا الفاصل وقال أنه خلال فترة الانتقال بين العهدين الساساني والإسلامي فقد تسربت الحضارة والثقافة الإيرانية وخلّفت أثرها على الحياة العربية والإسلامية من خلال جهود الباحثين والإداريين الإيرانيين الذين اختاروا إنتاج أعمالهم في لغة القرآن، أي اللغة العربية. ومضى في وصفه للسبب الذي أدى في حينه إلى الغموض الذي اتسمت به هذه الفترة الانتقالية والجذور الفارسية للحضارة الإسلامية. وقد حدد السبب الرئيسي في كونه التعريب أي إعطاء الأسماء الفارسية شكلاً عربياً كي يصار إلى نسيان جذور الأسماء الأصلية، أو التغطية في كتب التاريخ لأحداث وقصص وحيدة تعود إلى المهاجرين العرب وتجاهل تغطية الحياة لغير العرب ضمن أراضي إيران، أو تجنب الإشارات إلى المصادر الفارسية والإيرانية في كتب التاريخ العربي والتي نجمت بصورة جماعية عن الغموض التدريجي لمظاهر الحضارة الإيرانية في كتب مراجع الفترة الانتقالية.